# Clube Atlético Cristalinense
Clube Atlético Cristalinense, mais conhecida como Atlético Cristalinense, foi um clube de futebol brasileiro, sediado em Cristalina, em Goiás.

## História
Apesar de ser um clube goiano, por ser parte da RIDE disputava o Campeonato Candango. Disputou o Campeonato Brasiliense da Segunda Divisão de 1997